# (1747) Wright
(1747) Wright es un asteroide perteneciente al grupo de los asteroides que cruzan la órbita de Marte descubierto por Carl Alvar Wirtanen el 14 de julio de 1947 desde el observatorio Lick del monte Hamilton, Estados Unidos.

## Designación y nombre
Wright recibió al principio la designación de 1947 NH.
Más adelante se nombró en honor del astrofísico estadounidense William H. Wright (1871-1959).

## Características orbitales
Wright está situado a una distancia media del Sol de 1,709 ua, pudiendo alejarse hasta 1,898 ua. Tiene una excentricidad de 0,1104 y una inclinación orbital de 21,42°. Emplea en completar una órbita alrededor del Sol 816,1 días.